# Alain-René Lesage
Alain-René Lesage (født 6. maj 1668 i Sarzeau, Frankrig – død 17. november 1747 i Boulogne, Frankrig), også stavet Le Sage var en fransk forfatter og dramatiker født i Sarzeau på Rhuys-halvøen mellem Morbihan og havet i Bretagne.